# Drumkul
Drumkul (tadž. Дурумкӯл), također poznat kao Dirumkul, je umjetno slatkovodno jezero u južnom dijelu autonomne pokrajine Gorno-Badahšan, u istočnom Tadžikistanu. BirdLife International prepoznao je jezero i njegovu okolicu kao Važno područje za ptice (IBA) površine 380 km2.

## Opis
Drumkul leži oko 75 km istočno od Horoga, glavnog grada pokrajine, u sjevernom dijelu Šugnanskog grebena u gorju Pamir. Područje ima stepsku klimu. Jezero je na 3345 m nadmorske visine, a nastalo je pregrađivanjem rijeke Dumdare, pritoke rijeke Šahdare, koju napaja otopljena voda s ledenjaka s Rjušanskog grebena. Jezero je dugo 3.5 km, a široko 200–300 m, s najvećom dubinom od 45 m. Sadrži potopljenu vodenu vegetaciju.

## Ptice
Područje se kvalificira kao IBA jer jezero i njegova okolica podržavaju značajan broj populacija raznih vrsta ptica, koje tu borave bilo kao stanarice, bilo zbog razmnožavanja ili tijekom seobe. 
Vrste koje borave tamo su pjegavoprsi jareb (lat. Tetraogallus himalayensis), zlatnokrila utva (Tadorna ferruginea), veliki ronac (Mergus merganser), stepski sokol (Falco cherrug), himalajski sup (Gyps himalayensis), ibisolika (Ibidorhyncha struthersii), crnoglavi golub (Columba leuconota), žutokljuna galica (Pyrrhocorax graculus), obrvasta ševa (Calandrella acutirostris), žućkastotrbi zviždak (Phylloscopus griseolus), zidarčac (Tichodroma muraria), himalajska crvenovoljka (Calliope pectoralis), bjelokapa crvenrepka (Phoenicurus erythrogastrus), snježni vrabac (Montifringilla nivalis), alpski popić (Prunella collaris), riđoprugi popić (Prunella himalayana), smeđi popić (Prunella fulvescens), planinska trepteljka (Anthus spinoletta), planinska zeba (Leucosticte nemoricola), siva zeba (Leucosticte brandti), crvenokrila zeba (Rhodopechys sanguineus), ružičastoglava rujnica (Carpodacus rhodochlamys), biserasta rujnica (Carpodacus rubicilla) i crvenolica rujnica (Carpodacus Puniceus).